# Kabinett Mollet

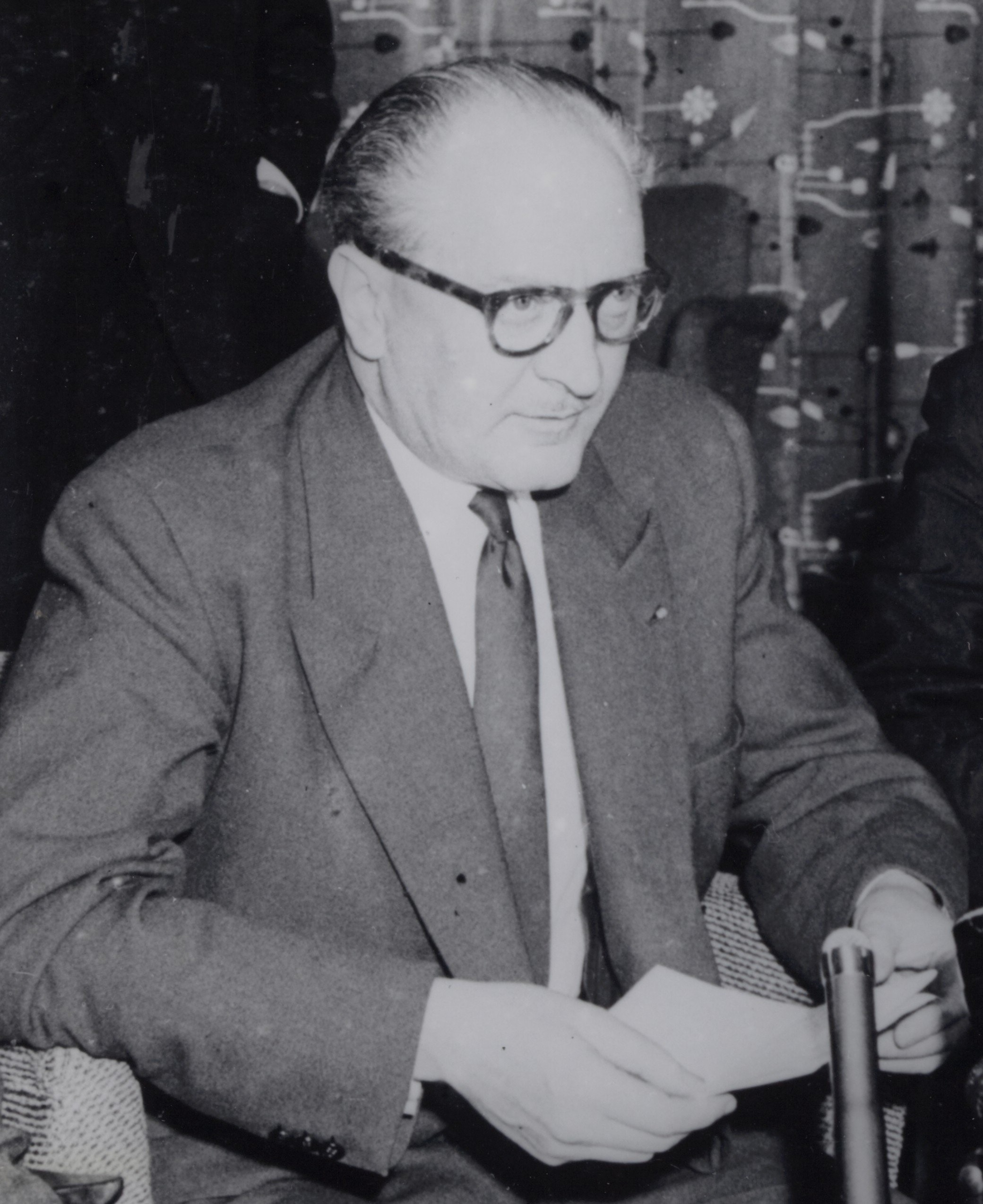
Premierminister Guy Mollet (1956)

Guy Mollet bildete nach der französischen Nationalratswahl am 2. Januar 1956 das Kabinett Mollet. Er und sein Kabinett lösten Premierminister Edgar Faure und das Kabinett Faure II ab. Das Kabinett war vom 1. Februar 1956 bis zum 21. Mai 1957 im Amt (1 Jahr und 109 Tage) und wurde dann vom Kabinett Bourgès-Maunoury abgelöst. 
Dem Kabinett gehörten Minister von der Section française de l’Internationale ouvrière (SFIO), Parti républicain, radical et radical-socialiste (PRS), Union démocratique et socialiste de la Résistance (UDSR) und des Centre national des républicains sociaux (CNRS) an. 
Das Kabinett amtierte während einer entscheidenden Phase des Algerienkriegs und während der Sueskrise.

## Kabinett

### Minister
Dem Kabinett gehörten folgende Minister an:
| Amt                                                      | Name                           | Partei | Anmerkung                                                                    |
| -------------------------------------------------------- | ------------------------------ | ------ | ---------------------------------------------------------------------------- |
| Premierminister                                          | Guy Mollet                     | SFIO   |                                                                              |
| Staatsminister                                           | Pierre Mendès France           | PRS    | Rücktritt am 23. Mai 1956                                                    |
| Staatsminister, Justizminister                           | François Mitterrand            | UDSR   |                                                                              |
| Staatsminister                                           | Jacques Chaban-Delmas          | CNRS   | Amtsantritt am 21. Februar 1956                                              |
| Staatsminister                                           | René Billères                  | PRS    | Amtsantritt am 22. Juni 1956                                                 |
| Außenminister                                            | Christian Pineau               | SFIO   |                                                                              |
| Innenminister                                            | Jean Gilbert-Jules             | PRS    |                                                                              |
| Minister für nationale Verteidigung und die Streitkräfte | Maurice Bourgès-Maunoury       | PRS    |                                                                              |
| Minister für Wirtschaft und Finanzen                     | Robert Lacoste Paul Ramadier   | SFIO   | Ende der Amtszeit am 9. Februar 1956 Beginn der Amtszeit am 14. Februar 1956 |
| Minister für nationale Bildung, Jugend und Sport         | René Billières                 | SFIO   | Ab dem 22. Juni 1956 zugleich Staatsminister                                 |
| Minister für die Überseegebiete                          | Gaston Defferre                | SFIO   |                                                                              |
| Sozialminister                                           | Albert Gazier                  | SFIO   |                                                                              |
| Minister für Veteranen und Kriegsopfer                   | François Tanguy-Prigent        | SFIO   |                                                                              |
| Ministerresident in Algerien                             | Georges Catroux Robert Lacoste |        | Ende der Amtszeit am 7. Februar 1956 Beginn der Amtszeit am 9. Februar 1956  |

### Beigeordnete Minister, Staatssekretäre und Unterstaatssekretäre
Dem Kabinett gehören ferner folgende Beigeordnete Minister, Staatssekretäre und Unterstaatssekretäre an:
| Amt | Name                            | Partei    | Anmerkung |
| --- | ------------------------------- | --------- | --- |
| Beigeordneter Minister beim Premierminister                                                            | Félix Houphouët-Boigny          | RDA       | |
| Staatssekretär beim Premierminister für wissenschaftliche Forschung und Atomenergie                    | Georges Guille                  | SFIO      | Am 17. März 1956 Umbenennung des Amtes in Staatssekretär beim Premierminister für Beziehungen zum Parlament und Atomenergie |
| Staatssekretär beim Premierminister für Information                                                    | Gérard Jaquet                   | SFIO      | |
| Staatssekretär beim Premierminister für den öffentlichen Dienst                                        | Pierre Métayer                  | SFIO      | |
| Staatssekretär im Außenministerium                                                                     | Maurice Faure                   | PRS       | |
| Staatssekretär im Außenministerium für Marokko und Tunesien                                            | Alain Savary                    | SFIO      | Rücktritt am 3. November 1956                                                                                               |
| Staatssekretär im Außenministerium                                                                     | Pierre de Félice                | PRS       | Beginn der Amtszeit am 22. Februar 1957                                                                                     |
| Staatssekretär im Innenministerium                                                                     | Maurice Pic                     | SFIO      | |
| Staatssekretär im Innenministerium für Algerien                                                        | Marcel Champeix                 | SFIO      | |
| Staatssekretär im Verteidigungsministerium für die Landstreitkräfte und Algerien-Angelegenheiten       | Max Lejeune                     | SFIO      | |
| Staatssekretär im Verteidigungsministerium für die Marine                                              | Paul Anxionnaz                  | PRS       | |
| Staatssekretär im Verteidigungsministerium für die Luftstreitkräfte                                    | Henri Laforest                  | PRS       | |
| Staatssekretär im Wirtschafts- und Finanzministerium für den Haushalt                                  | Jean Filippi                    | PRS       | |
| Staatssekretär im Wirtschafts- und Finanzministerium für Wirtschaft                                    | Jean Masson                     | PRS       | |
| Staatssekretär im Wirtschafts- und Finanzministerium für öffentliche Arbeiten, Transport und Tourismus | Auguste Pinton                  | PRS       | |
| Staatssekretär im Wirtschafts- und Finanzministerium für Landwirtschaft                                | André Dulin                     | PRS       | |
| Staatssekretär im Wirtschafts- und Finanzministerium für Wiederaufbau und Wohnungsbau                  | Bernard Chochoy                 | SFIO      | |
| Staatssekretär im Wirtschafts- und Finanzministerium für Industrie und Handel                          | Bernard Chochoy Maurice Lemaire | SFIO CNRS | Ende der Amtszeit am 21. Februar 1956 Beginn der Amtszeit am 21. Februar 1956                                               |
| Staatssekretär im Wirtschafts- und Finanzministerium für Post und Fernmeldewesen                       | Eugène Thomas                   | SFIO      | |
| Staatssekretär im Bildungsministerium für Kunst und Humanwissenschaften                                | Jacques Bordeneuve              | PRS       | |
| Staatssekretär im Sozialministerium für Arbeit und soziale Sicherheit                                  | Jean Minjoz                     | SFIO      | |
| Staatssekretär im Sozialministerium für öffentliche Gesundheit und Bevölkerung                         | André Maroselli                 | PRS       | |
| Unterstaatssekretär beim Premierminister                                                               | Hammadoun Dicko                 | SFIO      | Beginn der Amtszeit am 17. März 1956                                                                                        |
| Unterstaatssekretär im Wirtschafts- und Finanzministerium für die Handelsmarine                        | Roger Duveau                    | UDSR      | |
| Unterstaatssekretär im Wirtschafts- und Finanzministerium für Landwirtschaft                           | Kléber Loustau                  | SFIO      | |
| Unterstaatssekretär im Wirtschafts- und Finanzministerium für Wiederaufbau und Wohnungsbau             | Pierre de Félice                |           | Ende der Amtszeit am 22. Februar 1957                                                                                       |
| Unterstaatssekretär im Wirtschafts- und Finanzministerium für Industrie und Handel                     | Hammadoun Dicko                 | SFIO      | Ende der Amtszeit am 17. März 1956                                                                                          |
| Unterstaatssekretär im Ministerium für Veteranen und Kriegsopfer                                       | Jean Le Coutaller               | SFIO      | Beginn der Amtszeit am 2. Mai 1956                                                                                          |